# Maham
Maham is een stad en gemeente in het district Rohtak van de Indiase staat Haryana. 

## Demografie
Volgens de Indiase volkstelling van 2001 wonen er 18.166 mensen in Maham, waarvan 54% mannelijk en 46% vrouwelijk is. De plaats heeft een alfabetiseringsgraad van 66%. 